# Madaoua
Madaoua (auch: Madawa) ist eine Stadtgemeinde und der Hauptort des gleichnamigen Departements Madaoua in Niger.

## Geographie

### Lage und Gliederung
Die landwirtschaftlich geprägte Stadt befindet sich in der fruchtbaren Ebene des Tarka-Tals in der Sahelzone. Das Stadtzentrum liegt auf einer Höhe von 322 m. Die Nachbargemeinden Madaouas sind Bouza und Karofane im Norden, Ourno im Osten, Bangui im Süden, Sabon-Guida im Südwesten, Galma Koudawatché im Westen und Azarori im Nordwesten.
Madaoua besteht aus elf Stadtvierteln und einem ländlichen Gemeindegebiet mit 73 Dörfern, 80 Weilern und zwei Lagern. Die Stadtviertel heißen Agadestaoua, Alkalaoua, Dar Es Salam, Djamoul, Kara Kara, Madaoua, Malamaoua, Mariétou, Sabon Gari, Tsakaoua und Tsakaoua Gabass. Zu den größten ländlichen Dörfern zählen Aouloumatt, Gandassamou, Nakoni und Tounfafi.

### Klima

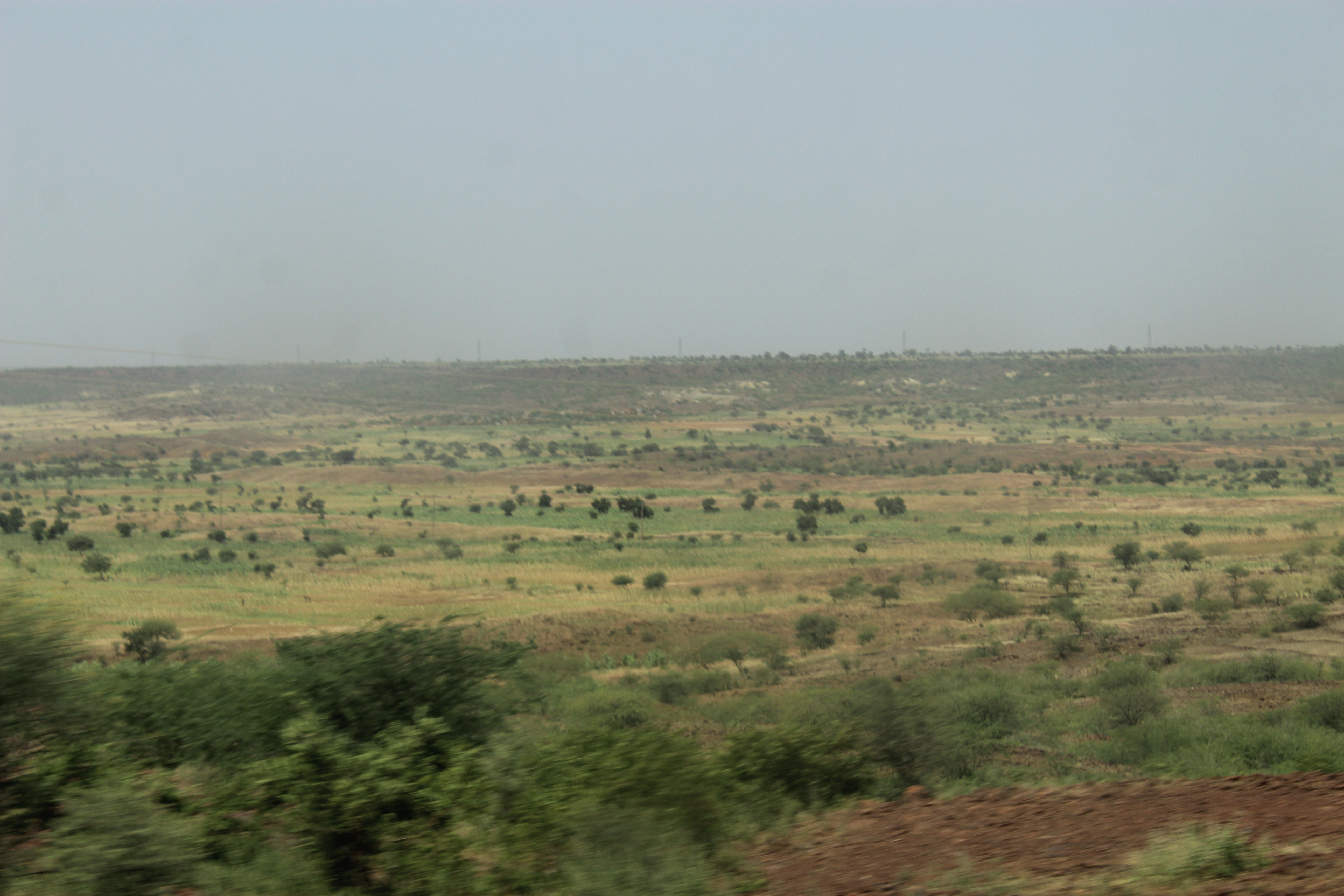
Landschaft in Madaoua (2023)

In Madaoua herrscht trockenes Wüstenklima vor. Die klimatologische Messstation im Stadtzentrum liegt auf 330 m Höhe und wurde 1936 in Betrieb genommen.
|                        | Jan  | Feb  | Mär  | Apr  | Mai  | Jun  | Jul  | Aug  | Sep  | Okt  | Nov  | Dez  |   |      |
| Mittl. Temperatur (°C) | 22,2 | 25,5 | 29,4 | 32,6 | 33,6 | 32,3 | 29,4 | 27,4 | 29,3 | 30,0 | 27,0 | 23,1 | ⌀ | 28,5 |
| Mittl. Tagesmax. (°C)  | 30,1 | 33,7 | 37,6 | 40,4 | 40,4 | 38,5 | 34,7 | 32,0 | 35,0 | 37,1 | 34,9 | 30,8 | ⌀ | 35,4 |
| Mittl. Tagesmin. (°C)  | 14,9 | 17,5 | 20,8 | 24,0 | 26,3 | 26,6 | 25,0 | 23,8 | 24,3 | 22,8 | 19,4 | 15,8 | ⌀ | 21,8 |
|                        |      |      |      |      |      |      |      |      |      |      |      |      |   |      |
| Niederschlag (mm)      | 0    | 0    | 0    | 1    | 10   | 19   | 59   | 110  | 43   | 6    | 0    | 0    | Σ | 248  |
|                        |      |      |      |      |      |      |      |      |      |      |      |      |   |      |
| Sonnenstunden (h/d)    | 10,3 | 10,5 | 10,8 | 11,2 | 11,5 | 11,4 | 9,7  | 8,0  | 10,1 | 10,6 | 10,3 | 10,2 | ⌀ | 10,4 |
|                        |      |      |      |      |      |      |      |      |      |      |      |      |   |      |
| Regentage (d)          | 0    | 0    | 0    | 0    | 2    | 4    | 8    | 10   | 5    | 1    | 0    | 0    | Σ | 30   |
|                        |      |      |      |      |      |      |      |      |      |      |      |      |   |      |
| Luftfeuchtigkeit (%)   | 16   | 12   | 9    | 13   | 26   | 42   | 60   | 72   | 60   | 29   | 17   | 17   | ⌀ | 31,2 |

| 14,9 |

| 17,5 |

| 20,8 |

| 24,0 |

| 26,3 |

| 26,6 |

| 25,0 |

| 23,8 |

| 24,3 |

| 22,8 |

| 19,4 |

| 15,8 |

| 14,9 |

| 17,5 |

| 20,8 |

| 24,0 |

| 26,3 |

| 26,6 |

| 25,0 |

| 23,8 |

| 24,3 |

| 22,8 |

| 19,4 |

| 15,8 |

| N i e d e r s c h l a g | 0   | 0   | 0   | 1   | 10  | 19  | 59  | 110 | 43  | 6   | 0   | 0   |
|                         | Jan | Feb | Mär | Apr | Mai | Jun | Jul | Aug | Sep | Okt | Nov | Dez |

## Geschichte
Die Siedlung Madaoua gehörte im letzten Drittel des 19. Jahrhunderts, vor der Ankunft der Kolonialmacht Frankreich, zum Herrschaftsgebiet der Tuareg-Untergruppe Kel Gress.

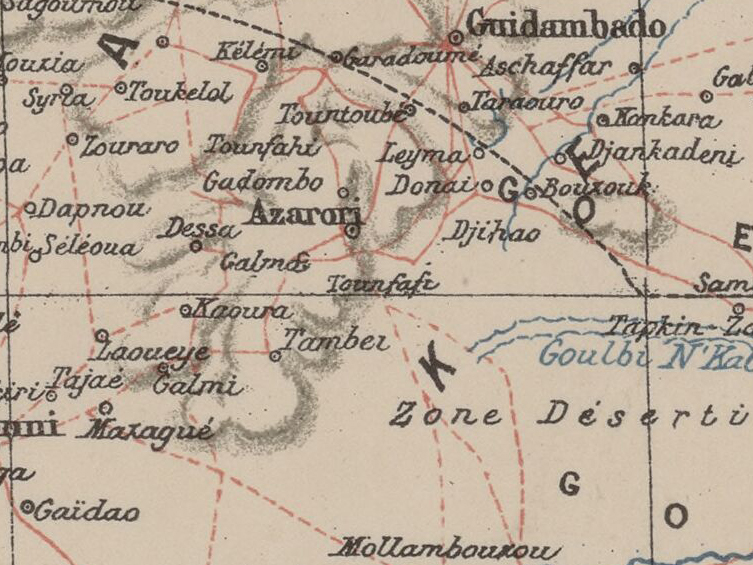
Ausschnitt einer Karte von 1903 mit dem Dorf Tounfafi im Zentrum

Der Markt im zu Madaoua gehörenden Dorf Tounfafi war einer der kleinen Märkte in der Region, die zu Beginn des 20. Jahrhunderts von der französischen Verwaltung zugelassen wurden. Madaoua wurde 1909 zur Kreishauptstadt im französischen Militärterritorium Niger erhoben. Zu diesem großen Kreis, dessen Hauptort zuvor Tahoua gewesen war, zählten unter anderem die Städte Maradi und Tibiri. In den 1920er Jahren galten die 133 Kilometer lange Piste für Reiter nach Tahoua und die 236 Kilometer lange Piste für Reiter nach Tessaoua als Hauptverkehrswege in der damaligen Kolonie. Gleiches war der Fall für die durch Madaoua führende 1375 Kilometer lange Piste von Niamey nach N’Guigmi, die in der Trockenzeit bis Guidimouni und wieder ab Maïné-Soroa von Automobilen befahrbar war. Später verlor der Ort seine überregionale Bedeutung wieder. Nur der Markt von Madaoua entwickelte sich in den 1960er Jahren zu einem wichtigen Umschlagplatz für Erdnüsse, dem damals bedeutendsten Exportgut Nigers.
Madaoua erhielt 1988 gemeinsam mit neun weiteren nigrischen Orten den Status einer eigenständigen Gemeinde. Bis dahin hatte es landesweit zwölf Gemeinden gegeben. Im Juli 2008 zerstörten Überschwemmungen 24 Häuser in der Stadt, über 200 Personen galten als geschädigt. Im Jahr 2009 erlitten rund 4000 Einwohner durch Überflutungen materiellen Schaden. Die Flutkatastrophe in West- und Zentralafrika 2010 verlief für Madaoua vergleichsweise glimpflich: 558 Einwohner des Dorfs Kaba II wurden als Katastrophenopfer eingestuft.

## Bevölkerung

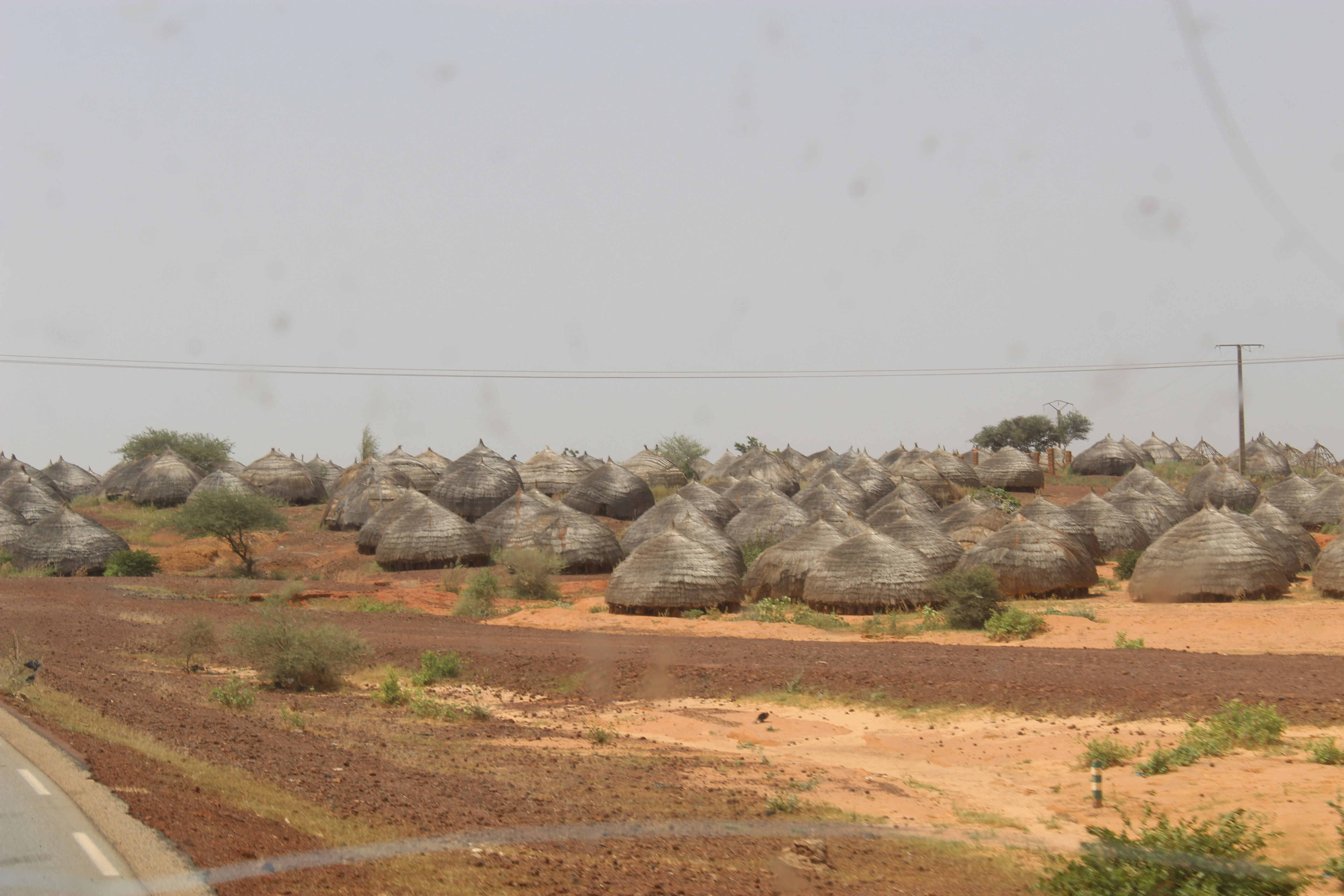
Hütten in Madaoua (2023)

Bei der Volkszählung 2012 hatte die Stadtgemeinde 127.254 Einwohner, die in 18.586 Haushalten lebten. Bei der Volkszählung 2001 betrug die Einwohnerzahl 82.449 in 13.368 Haushalten.
Im Stadtgebiet ohne den ländlichen Siedlungen lebten bei der Volkszählung 2012 27.972 Einwohner in 4487 Haushalten, bei der Volkszählung 2001 22.175 in 3485 Haushalten und bei der Volkszählung 1988 11.651 in 1832 Haushalten. Bei der Volkszählung 1977 waren es 14.988 Einwohner.

## Politik und Justiz
Der Gemeinderat (conseil municipal) hat 25 gewählte Mitglieder. Mit den Kommunalwahlen 2020 sind die Sitze im Gemeinderat wie folgt verteilt: 8 PNDS-Tarayya, 5 MNSD-Nassara, 5 MPR-Jamhuriya, 3 MODEN-FA Lumana Africa, 1 ADN-Fusaha, 1 MPN-Kiishin Kassa, 1 RPP-Farilla und 1 UPRD-Kandé Gomni.
Jeweils ein traditioneller Ortsvorsteher (chef traditionnel) steht an der Spitze von 68 Dörfern im ländlichen Gemeindegebiet.
Die Stadt ist der Sitz eines Tribunal d’Instance, eines der landesweit 30 Zivilgerichte, die unterhalb der zehn Zivilgerichte der ersten Instanz (Tribunal de Grande Instance) stehen. Die Haftanstalt Madaoua hat eine Aufnahmekapazität von 150 Insassen.

## Kultur und Sehenswürdigkeiten
Zu den Sehenswürdigkeiten der Stadt zählt der Palast des traditionellen Herrschers von Madaoua. Die Stadt ist ein bedeutendes Zentrum für die in Niger beliebte Kampfsportart lutte traditionnelle.

## Wirtschaft und Infrastruktur

### Wirtschaft
Madaoua liegt in jener schmalen Zone entlang der Grenze zu Nigeria, die von Tounouga im Westen bis Malawa im Osten reicht und in der Bewässerungsfeldwirtschaft für Cash Crops betrieben wird. Neben Zwiebeln werden Hirse, Sorghum, Augenbohnen, Erdnüsse, Karotten, Kohl, grüner Salat, Melonen, Süßkartoffeln und Maniok angebaut. Ackerbau und Viehzucht sind die wichtigsten Erwerbszweige der Bevölkerung.
Der Handel wird von regulären Unternehmen sowie informell betrieben, insbesondere mit dem Nachbarland Nigeria. Im Jahr 2010 wurde in Madaoua ein Handelszentrum für Zwiebeln eröffnet. Weitere derartige Einrichtungen befinden sich in den Gemeinden Tamaské und Tsernaoua. Der Zwiebelanbau spielt eine wichtige Rolle in der Landwirtschaft der Region Tahoua. Das staatliche Versorgungszentrum für landwirtschaftliche Betriebsmittel und Materialien (CAIMA) unterhält eine Verkaufsstelle im Stadtzentrum. Im Dorf Kaiwatane wird ein Wochenmarkt abgehalten.

### Gesundheit und Bildung
Der CSI Aïchatou Mindaoudou ist ein im Stadtzentrum gelegenes Gesundheitszentrum des Typs Centre de Santé Intégré (CSI). Es wurde 2009 aus privaten Mitteln der damaligen Außenministerin Aïchatou Mindaoudou errichtet. Weitere Gesundheitszentren dieses Typs, die jedoch im Gegensatz zu jenem im Stadtzentrum über kein eigenes Labor und keine Entbindungsstation verfügen, sind in den ländlichen Siedlungen Aouloumatt Guidan Dan Baki und Léyma vorhanden.
Allgemein bildende Schulen der Sekundarstufe sind der CES Issoufou Mahamadou (benannt nach seinem ehemaligen Schüler Mahamadou Issoufou, ehemals CEG Madaoua) und der CEG FA Madaoua im urbanen Gemeindegebiet sowie der CEG Aouloumatt, der CEG Gandassamou und der CEG Léyma im ländlichen Gemeindegebiet. Das Kürzel CEG steht dabei für Collège d’Enseignement Général, das auf einen Schwerpunkt auf die arabische zusätzlich zur französischen Sprache hinweisende Kürzel CEG FA für Collège d’Enseignement Général Franco-Arabe und das Kürzel CES für Complexe d’Enseignement Secondaire. Beim Collège d’Enseignement Technique de Madaoua (CET Madaoua) handelt es sich um eine technische Fachschule. Das Berufsausbildungszentrum Centre de Formation aux Métiers de Madaoua (CFM Madaoua) bietet Lehrgänge in Landwirtschaftsmechanik, Metallbau, familiärer Wirtschaft und Tischlerei an. Es gibt ferner 42 Grundschulen in der Gemeinde. Die Brutto-Einschulungsrate betrug 2007 rund 62 %.

### Verkehr

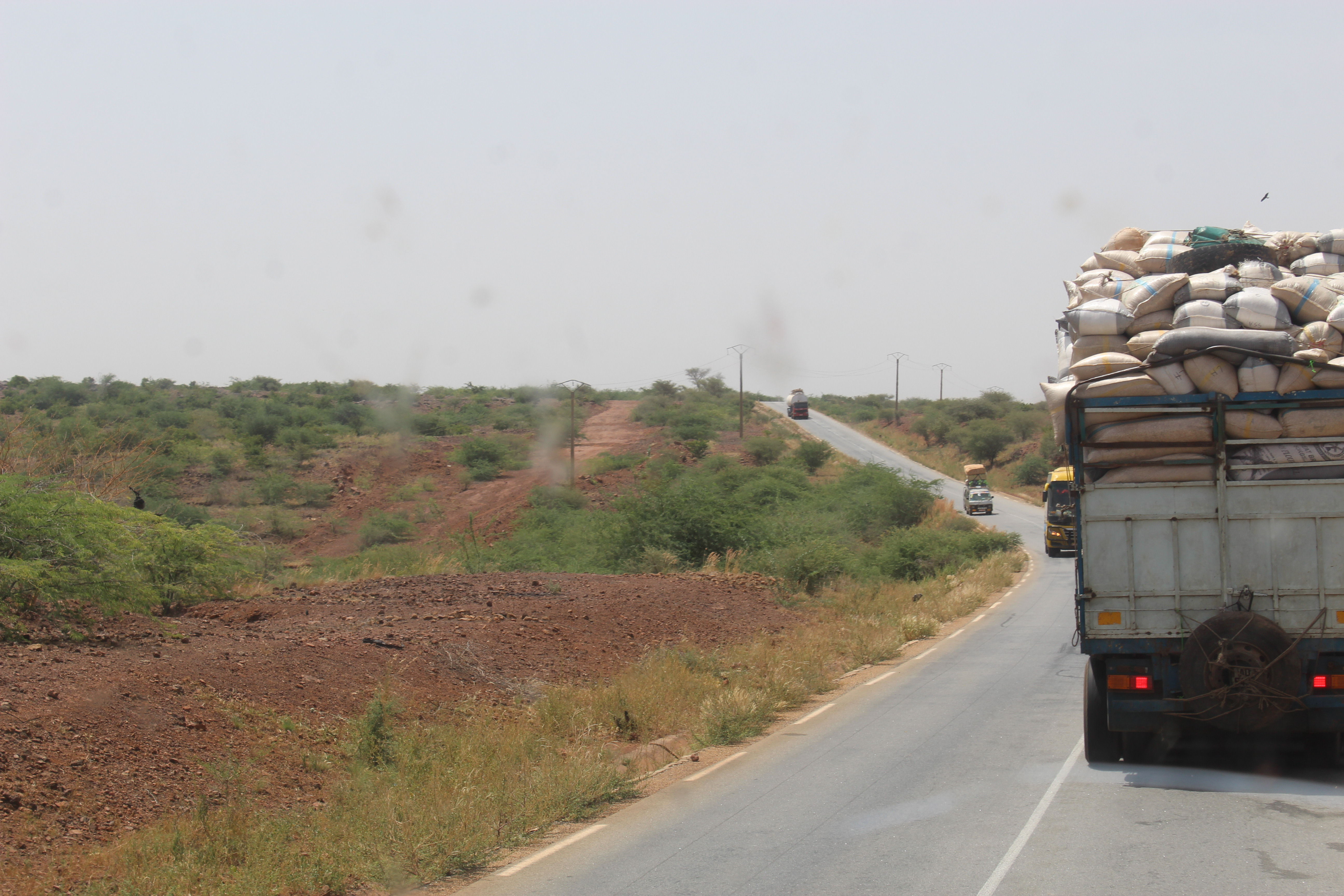
Nationalstraße 1 in Madaoua (2023)

Madaoua liegt an der Nationalstraße 1, die hier Teil des Dakar-N’Djamena-Highways ist, und an der Nationalstraße 16, die die Stadt mit der Regionalhauptstadt Tahoua verbindet. 

## Persönlichkeiten
- Malick N’Diaye (1912–1968), Politiker
- Illa Salifou (* 1932), Diplomat